# Кафала
Кафала (арап. نظام الكفالة; лат: niẓām al-kafāla) је назив за систем спонзорисања који се примењује у Саудијској Арабији, Уједињеним Арапским Емиратима, Катару, Бахреину, Кувајту, Ираку, Јордану, Оману и Либану, а служи за надзирање страних неквалификованих и нискоквалификованих мигрантских радника у овим земљама. Систем захтева да сваки неквалификовани радник који долази да ради у неку од ових држава има домаћег спонзора који је одговоран за његову визу и законски статус. Спонзори обично задржавају пасош радника, а радници не могу променити посао без њихове сагласности, а у многим случајевима ни напустити земљу.
Велики део ових радника раде на опасним и тешким физичким пословима за мале плате. Већина их долази из Индије, Непала, Пакистана, Филипина и других афричких и азијских земаља. У многим заливским земљама ових радника има више него домаћег становништва. У Катару и Емиратима странци чине четири петине становништва, а у Кувајту и Бахреину више од половине.
Чињеница да се радницима одузимају пасоши може довести и до принудног рада. Међународна организација рада је проценила да је око 600.000 људи на Блиском истоку изложено принудном раду. У извештају МОР-а систем кафала наводи се као посебно проблематичан и позива се на његову реформу. Такође се истиче да су многе жене жртве сексуалног експлоатисања.